# Leskeodon mniifolius
Leskeodon mniifolius là một loài rêu trong họ Daltoniaceae. Loài này được Hornsch. Bizot mô tả khoa học đầu tiên năm 1974.